# Patinatge artístic als Jocs Olímpics d'hivern de 1984 - Parelles
Als Jocs Olímpics d'Hivern de 1984 celebrats a la ciutat de Sarajevo (Iugoslàvia) es disputà una prova de patinatge artístic sobre gel en categoria mixta per parelles que formà part del programa oficial dels Jocs.
La competició se celebrà entre els dies 10 i 12 de febrer de 1984 a l'Olympic Hall Zetra.

## Comitès participants
Hi participaren un total de 30 patindors de 7 comitès nacionals diferents.
| - Canadà (6) - Estats Units (6) - Regne Unit (2) - RDA (6) - RFA (2) - Unió Soviètica (6) - R.P. de la Xina (2) |

## Medaller
| Or                                          | Argent                                           | Bronze                                         |
| Unió Soviètica Elena Valova · Oleg Vasiliev | Estats Units Kitty Carruthers · Peter Carruthers | Unió Soviètica Larisa Selezneva · Oleg Makàrov |

## Resultats
| Posició | Nom                                 | CON             | PC | PL | Pts. |
| ------- | ----------------------------------- | --------------- | -- | -- | ---- |
| 1       | Elena Valova / Oleg Vasiliev        | Unió Soviètica  | 1  | 1  | 1.5  |
| 2       | Kitty Carruthers / Peter Carruthers | Estats Units    | 2  | 2  | 3.0  |
| 3       | Larisa Selezneva / Oleg Makàrov     | Unió Soviètica  | 2  | 3  | 4.0  |
| 4       | Sabine Baeß / Tassilo Thierbach     | RDA             | 4  | 4  | 6.0  |
| 5       | Birgit Lorenz / Knut Schubert       | RDA             | 5  | 5  | 7.5  |
| 6       | Jill Watson / Burt Lancon           | Estats Units    | 8  | 6  | 10.0 |
| 7       | Barbara Underhill / Paul Martini    | Canadà          | 6  | 7  | 10.0 |
| 8       | Katherina Matousek / Lloyd Eisler   | Canadà          | 9  | 8  | 12.5 |
| 9       | Marina Avstriskaya / Yuri Kvashnin  | Unió Soviètica  | 7  | 9  | 12.5 |
| 10      | Lea Ann Miller / William Fauver     | Estats Units    | 10 | 10 | 15.0 |
| 11      | Babette Preussler / Tobias Schröter | RDA             | 14 | 11 | 18.0 |
| 12      | Melinda Kunhegyi / Lyndon Johnston  | Canadà          | 13 | 12 | 18.5 |
| 13      | Claudia Massari / Leonardo Azzola   | RFA             | 11 | 13 | 18.5 |
| 14      | Susan Garland / Ian Jenkins         | Regne Unit      | 12 | 14 | 20.0 |
| 15      | Bo Luan / Bin Yao                   | R.P. de la Xina | 15 | 15 | 22.5 |